# Elisabeth Waldheim
Elisabeth "Sissy" Waldheim (nombre de soltera, Ritschel; Viena, 13 de abril de 1922 – 28 de febrero de 2017) fue una figura política austríaca, esposa de Kurt Waldheim, Secretario de las Naciones Unidas y Presidente de Austria. Fue primera dama de Austria entre 1986 y 1992.

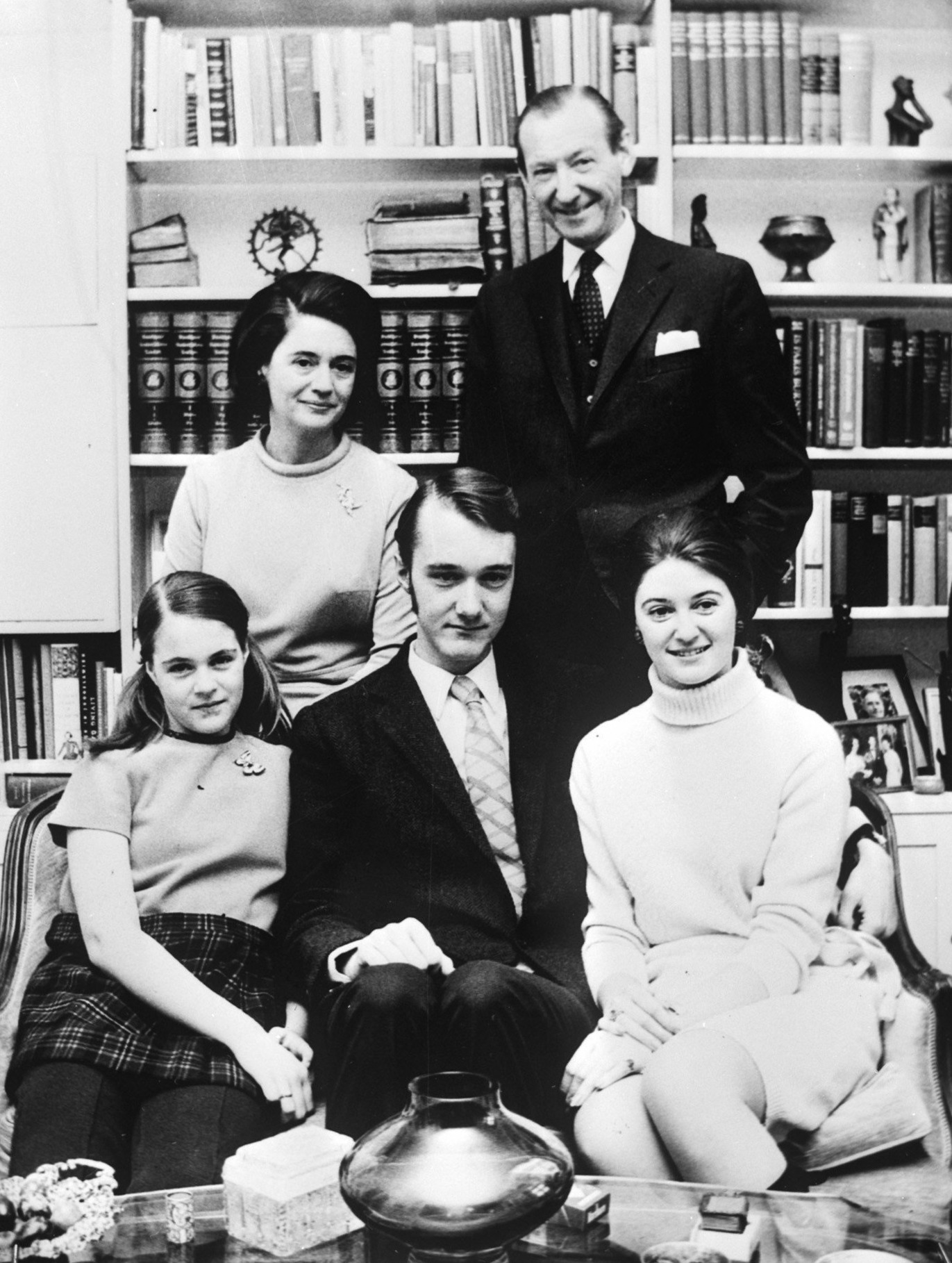
Waldheim con la familia c. 1971

Waldheim era la hermana mayor de tres hijas de Wilhelm Ritschel y su esposa Hildegard. Su abuelo paterno era oficial militar del ejército imperial austríaco. Después de la caída del imperio de los Habsburgo, se convirtió en empresario. Isabel recibió su nombre de la ex emperatriz austríaca del mismo nombre y la apodaron "Sissy".
Waldheim decidió estudia derecho en la Universidad de Vienna, donde conoció a Kurt Waldheim. El 19 de agosto de 1944, enmedio de las Segunda Guerra Mundial, la pareja se casó en Viena. Su primera hija, Lieselotte, nació en 1945. Según el obituario de su marido en New York Times, "ella era [ella] era una ardiente nazi que antes de la guerra había renunciado a su fe católica romana y se había unido a la Liga de Doncellas Alemanas, el equivalente femenino de las Juventudes Hitlerianas. Solicitó ser miembro del Partido Nazi tan pronto como tuvo edad suficiente y fue aceptada en 1941".
Dejó su trabajo para apoyar la carrera diplomática y política de su marido. Primera como Ministro de Asuntos Exteriores de Austria y después como  Secretario de las Naciones Unidas. En 1986, su marido fue elegido Presidente de Austria por lo que ella se conirtió en primera dama. La pareja tuvo tres hijos: Lieselotte Waldheim y Christa Waldheim-Karas y su hijo Gerhard Waldheim.